# Neblú
Adilson Cipriano da Cruz (sinh ngày 16 tháng 12 năm 1993) là một cầu thủ bóng đá người Angola who goes by the nickname Neblú và thi đấu ở vị trí thủ môn cho 1º de Agosto.